# Tomaspis melanoptera
Tomaspis melanoptera is een halfvleugelig insect uit de familie schuimcicaden (Cercopidae). De wetenschappelijke naam van deze soort is voor het eerst geldig gepubliceerd in 1821 door Germar.